# 橘花怜
橘 花怜（たちばな かれん、2003年10月21日 - ）は、日本のタレント、アイドルであり、女性アイドルグループいぎなり東北産のメンバーでリーダー。宮城県出身。スターダストプロモーション所属。ローカルアイドルグループの「SCK GIRLS」の元メンバー。

## 経歴
- 2011年3月、東日本大震災で被災し、避難所生活を送る。
- 2012年11月、アイドルグループ「SCK GIRLS」に加入、初ステージに立つ。
- 2013年、SCK GIRLSのセンターに抜擢される。
- 2015年3月、女川町にて開催された「復幸祭〜いざ出航！新生元年〜」を観覧、ももいろクローバーZのステージを観て踊っていたところをスターダストプロモーションにスカウトされる。
- 2015年9月、SCK GIRLSを卒業。
- 2015年10月、アイドルグループ「いぎなり東北産」に加入。
- 2016年7月、いぎなり東北産のリーダーに任命される。
- 2018年、阿部勝自動車工業（アベカツ）のCMに出演を開始。
- 2021年、YouTube番組『柚姫の部屋』にてレギュラーコーナー「今週の橘花怜」が開始。
- 2021年10月、スタプラアイドルフェスティバルのシンデレラ決定イベントで優勝し、シンデレラとなる。
- 2022年3月9日、シンデレラのご褒美特番BSスカパー!『かれんと可憐なシンデレラレッスン』が放送。
- 2022年4月30日、ニッポン放送『いぎなり東北産・橘花怜のオールナイトニッポン0(ZERO)』が放送。
- 2022年10月、ニッポン放送でレギュラー冠番組『いぎなり東北産・橘花怜のスタプラアイドルラジオ』放送開始。
- 2023年4月、テレ朝動画logirlのバラエティ番組『川上アキラのひとりふんどしGirl』に第4週メインMC「食品サンプル職人への道！」として出演を開始。
- 2024年9月30日発売の『Top Yell NEO 2024 AUTUMN』に、食品サンプル業界最大手イワサキ・ビーアイ取締役と対談が掲載。
- 2024年10月7日、橘花怜ソロ曲「アイドルは正義♡」が配信開始。

## 人物
- キャッチコピーは「笑顔の王様」[2]、「絶対アイドル」[3]。
- ニックネームは「かれんくん」[4]。担当マネージャーが直感で付けたものであり、由来は特にない。
- 石巻市に本社がある「阿部勝自動車工業」（アベカツ）のCMに2018年から出演している。2021年からは「かれん社長」役として出演し、2024年から同社のYouTubeチャンネル「かれん社長の奮闘記」に特命社長 役として出演している。
- いぎなり東北産でのメンバーカラーはピンク
- Instagram[5]とTikTok[6]の個人アカウントがある。

### SCK GIRLS
2011年（平成23年）小学1年生の3月に東日本大震災で被災。避難所生活でみんなが苦しそう辛そうにしているのをみて橘自身もすごく悲しくなり、そこから「私がみんなを笑顔にしたい」と思うようになった。震災の経験を経て「これ以上苦しんで、笑えなくなる人が増えてほしくない。生まれたからには笑っていたいし、みんなにも笑顔でいてほしい。」「どうしてもみんなのために何かしたい」という思いを持つ。震災から少し経った日、花怜はみんなを笑顔にするお手伝いがしたいと思うようになり、がれきの作業をしている自衛隊員に「自衛隊に入りたい」と言いにいくも、「大きくなったらまた来てね」と優しく言われ入ることはできなかった。
でも、どうしてもみんなのために何かしたかった、早く何かをしたかった花怜は、どうしたらいいのか悩んでいたある日、復興イベントへ遊びに行った際に「SCK GIRLS」と出会う。SCK GIRLSは、メンバー全員が震災を経験した地元の女の子たちで、被災地に笑顔を取り戻すためにボランティア活動をしているアイドルグループである。そのライブでメンバーやお客さんが楽しそうにする姿を見て「私がずっとやりたかったことが 今、目の前で起こっていることに、すごくすごく胸が熱くなった」と感動。その後すぐにレッスンを見学してSCK GIRLSへ加入した。アイドルになるのを決めたきっかけの一つは、アイドル好きだった母の「かれんがアイドルになってくれたらうれしいな」という言葉であった。
2012年（平成24年）11月25日 国際医療福祉専門学校一関校「ふれあい交流会（学園祭)」で初ステージに立つ。SCK GIRLSでの活動について「自分の歌やダンス、言葉で笑顔になってくれる人がいることに、胸がいっぱいになったことをよく覚えています。」と振り返った。SCK GIRLSの先輩に、元アンジュルムでCanCam専属モデル・みやぎ絆大使の佐々木莉佳子らがいる。
当時のSCK GIRLS代表から大きな影響を受け、大きな夢を描けるようになったという。SCK GIRLSを卒業した後も、勝負の時は「行ってきます、頑張ってくるので見ててください」と形見のネクタイに声をかけている。（卒業後に所属した）いぎなり東北産の活動について「私たちが頑張ることによって、きっと被災地からでも夢を見ていいんだって思って、夢を与えられるような存在になれたらいいな」と語っている。
2013年（平成25年）3月9日 NHK放送センター前特設ステージ「イイね！東北の食ご当地弁当バトル」NHKラジオ第1 公開生放送にて東京初お披露目。一帯が騒然とし、瞬く間にファンが押し寄せる事態に。
当初は、歌もダンスも周りの人よりもちょっとできないタイプだったが、母と鏡の前で毎日練習を積み重ね、センターに抜擢される。小4でこんな私がセンターに立ってもいいんだろうかと戸惑ったが、もっともっと頑張りたいと思うようになった。
小学6年生になる前の2015年（平成27年）3月22日 宮城県女川町で開催された「復幸祭〜いざ出航！新生元年〜」のステージにももいろクローバーZが出演。そのステージを観覧して客席で踊っていたところ、スターダストプロモーションにスカウトされた。
2015年7月31日 Official BlogにてSCK GIRLSの卒業、及びスターダストプロモーション仙台営業所への移籍を発表。
2015年9月27日 気仙沼復興商店街 南町紫市場「SCKGIRLS〜かれん卒業ライブ〜」にてSCK GIRLSを卒業。
SCK GIRLSの卒業後もメンバーやスタッフと交流がある。

### いぎなり東北産
2015年（平成27年）10月24日 仙台駅前EBeanS 10F 屋上特設会場「STARDUST SECTION3営業所祭り〜せんだい萩のまい〜」より、いぎなり東北産に加入した。同時にユニット名が「二代目いぎなり東北産」に改名（2016年11月に戻る）。「いぎなり東北産」は2015年8月に結成された、メンバー全員が東北地方出身で21世紀生まれのレッスン生グループである。
2016年（平成28年）7月3日 八木山ベニーランドで行われた単独イベント「私をベニーに連れてって」にてサプライズでリーダーに任命される。リーダーに就任するにあたり本屋でリーダー論の本を買い漁った。人の良いところを見つけるのが得意ないぎなり東北産のリーダー。
- いぎなり東北産でのメンバーカラーはピンク 、2017年4月に水色からピンクに変更された[22]。言われてうれしい一言「東北産いいグループだね！」
- 公式ファンクラブ「いぎなり東北ファン倶楽部」でメンバーコンテンツ「かれんくんと健康になろうの会」を更新している。
- ライブでの心構えについて「いつも魂を込めてライブをしてます。“気持ちを伝える”ことを一番に大事にしているんです。歌詞に込められた思いを、歌やダンスを通じてみんなに伝えようって常に心がけてます」と語っている[23]。
- 座右の銘は「何気なく過ごした今日は、昨日誰かが死ぬほど生きたかった明日だ。」
- 歌詞が心を打つ楽曲の一つは『Symphony』（2022年発売の2ndミニアルバム「いぎなりメジャーデビュー」収録）[24]。
- 武道館という目標について「目標を公言する時に感じた言葉の重み。たくさんの応援メッセージから感じた言葉の重み。その重さが、自分を支えてくれていて、みんなで武道館の景色を見に行きたいと強く思いました！今しかできないことを、悔いの残らないように全力で、みんなで頑張っていきたいと思います！」と決意を語った[25]。また、2021年を振り返り「武道館という目標を掲げてから、本当にたくさんの人に支えていただいてきました。」「自分たちが目標に向かって進むって時に、応援してくれる人がこんなにいるんだって気づいて、それが本当に心強かったです。」と感謝した[26][27]。
- 理想の在り方を追求するあまり悩むことも多いが、考え方を変え、悩んでいる自分を受け容れ「悩むことって人生の醍醐味」と悩みながら生きていくことを肯定して乗り越えた[28]。
- いぎなり東北産のメンバーを見ていて「今まで、才能って生まれつきの能力かと思ってたけど、その人がどんな人に出会って、どんな環境下で生きてきたかとか、努力と気づかずにしてきた努力によって培われたものなんじゃないかな」と思うことがある[29]。
- アイドル活動をする上で「何気ない時間をキラキラさせてくれる（いぎなり東北産の）メンバーは、私にとってかけがえのない存在ですね。このメンバーで大きな夢を叶えたいというのが、私がアイドルを続けている理由な気がします。」と答えていて[30]、自身のメモ帳にも「東北産といると、ひとりじゃ知らなかった楽しさを知れる。つらいも楽しいに変わってしまう。いつだって最強になれる。（略）」と綴っている[31]
- 2024年10月7日に橘花怜ソロ曲「アイドルは正義♡」が配信開始された。律月ひかるとのユニット楽曲「ぱんださん」（アルバム『東北産万博』収録）では、独自のアイドル世界観を表現する律月に対して王道アイドルを表現している。

### 憧れ
小学4年生の頃、ももいろクローバーZのライブ映像を見ていた時に、自分がすっごく笑顔になっていることに気づいて「私もこんなふうになりたい！」と強烈に憧れた。当時一番好きな曲は「ココ☆ナツ」で、アイドルの殻を破ったパフォーマンスにすごく惹かれていた。
憧れの人はももいろクローバーZの佐々木彩夏（あーりん）。2015年にスターダストプロモーション所属にあたっての歌唱テストで『だって あーりんなんだもーん☆』を歌い、2018年6月7日放送のフジテレビNEXT『坂崎幸之助のももいろフォーク村NEXT』で佐々木彩夏とテレビ初共演した際には同曲を2人でデュエットした。番組名が『しおこうじ玉井詩織×坂崎幸之助のお台場フォーク村NEXT』となってからも佐々木彩夏の誕生日をお祝いしたり『Link Link』などをデュエットしている。いぎなり東北産のリーダーとして悩んでいた時、佐々木彩夏に相談すると「リーダーって色々な形があるから安心して。かれんくんはちゃんとリーダーができていると思うよ」と温かい言葉をかけてもらった。橘はその言葉に何度も救われたと話す。

### シンデレラ
2021年10月、横浜アリーナで開催された「『ミューコミVR』 presents スタプラアイドルフェスティバル〜今宵、2人目のシンデレラが決まる〜」にて、投票により2人目のシンデレラに選出。前回2020年1月の同フェスではシンデレラになると宣言して臨むも敗れており、2021年9月に今度こそシンデレラになると宣言してリベンジを達成した。
シンデレラに決まった瞬間、橘は嬉しさのあまり泣き崩れ、いぎなり東北産メンバーらに支えられながら立ち上がり、メンバーと喜びを分かち合った。橘がシンデレラとしてステージに登場すると、観客のサイリウムは橘のメンバーカラーであるピンク一色に染まり、その中でいぎなり東北産の楽曲「天下一品〜みちのく革命〜」を一人で歌い上げた。特攻服風衣装に刻まれた天下一品の歌詞「一生懸命 やれること 信じていれば いつの日か いつの日か 願いが奇跡に変わる」を体現、シンデレラになり有言実行を果たしたのであった。歌唱直後には憧れの佐々木彩夏（ももいろクローバーZ）がセンターステージから戻ってきた橘を抱きしめ、エンディングではいぎなり東北産メンバーが涙ながらに橘を囲んで褒め称え、大黒柚姫（TEAM SHACHI）らを号泣させた。
2022年（令和4年）3月9日にシンデレラのご褒美特番 BSスカパー!『かれんと可憐なシンデレラレッスン』が放送された。同年4月30日 深夜（5月1日未明）にはニッポン放送「いぎなり東北産・橘花怜のオールナイトニッポン0(ZERO)」が放送され、同年10月1日からニッポン放送でレギュラー冠番組「いぎなり東北産・橘花怜のスタプラアイドルラジオ」（毎週土曜21:20-）が放送を開始した。

### 食品サンプル
趣味は食品サンプルを作ること、眺めること。食品サンプルに心を奪われたのは小学生の時で、レストランにずらっと並ぶ食品サンプルを見て「こんなにリアルなものを人の手で作り出すことができるのか！ 可能性って無限大だなあ！」と感動した。
食品サンプルを自分で作ることもあり、2023年4月から毎月第4週メインMCを務めるテレ朝動画logirlの番組「川上アキラのひとりふんどしGirl」にて「食品サンプル職人への道！」と題し、食品サンプルを作成して地元・仙台の店に置いてもらうことを目指す企画にチャレンジしている。2024年には雑誌『Top Yell NEO 2024 AUTUMN』（竹書房）で食品サンプル業界最大手イワサキ・ビーアイ取締役との対談「食品サンプルに愛をさけぶ対談」が実現した。
食品サンプル作りに関しては「作り始めると夢中になり過ぎて止まらなくなってしまうので『気づいたら18時間くらいたってた！』（なので時間がある時に作っています）」というほど没頭することがある。
ABSラジオ タマリバのレギュラーコーナー「いぎなり秋田でラジオっこ！」の企画では秋田県能代市にてフェイクスイーツを制作している。東日本放送2025年6月19日放送の突撃!ナマイキTVでも食品サンプルの企画に出演した。

### 宮城県産として
- WEB『月刊まっぷる』の「仙台推しガイド」（2023年3月号[44]）で仙台の魅力を紹介している。
- 2021年からプロ野球 東北楽天ゴールデンイーグルスとのコラボイベントを開催している。島内宏明選手を特に推している[45]。
- NHK東北6局『NHK東北温泉地応援プロジェクト』、NHK総合 全国『TOHOKU SOULFUL 〜東北と能登にエールを〜』などに出演している。
- 2022年7月18日の仙台うみの杜水族館とのコラボレーションで、イルカのコーラルちゃんとのイルカショーに出演、イルカジャンプなどを披露した[29]。

### その他
- 東北のおすすめは、猊鼻渓舟下り。
- 両親と妹の4人家族。2歳下の妹は元SCK GIRLSのメンバー「きょうか」で現在は一般人。誕生日が10月21日で同じ。「ニャーム」という名前の猫を飼っている[46]。
- 2021年に出演した舞台 劇団ズッキュン娘「ハリケーン・マリア」の開催前から、共演する先輩の大黒柚姫らとコロナ対策で共同生活を送った。その後、大黒がMCを務めるYouTube番組『柚姫の部屋』にレギュラーコーナー「今週の橘花怜」が設けられ、毎週花怜が送ったメッセージを柚姫が読み上げている。
- 自身の手相を調べてみたところ「イチロー線」という海外に行くと成功すると言われる線が出ており、家族全員にも「イチロー線」が出ていたという[47]。
- 趣味は食品サンプル眺め[48] [49]、アニメ鑑賞、キャラクターソングを歌う[1]。
- 特技は、フラフープしながら生活出来る、歌、民謡、イラスト[1]。
- イラストを描くことが好きで、ブログに頻繁に自作のイラストを掲載している。ガンダムなどのアニメ鑑賞も好き[50]。
- 花粉症である[51]。
- いちご好き。楽天イーグルスとのコラボグルメ「楽天モバイルパーク宮城産いぎなりおいしいプレート」のメニューに、宮城県産いちごをトッピングしたプチケーキがある[52]。
- 好きな食べ物はサーティワンの「ポッピングシャワー」と「スノーマンゴー（販売終了）」[53]。
- 2024年11月に開催されたSTARDUST THE PARTY2024で、ライブに先駆けて発売されたアクリルスタンドの販売数をもとに選抜されたユニット「アクスタガール」として楽曲「透明LOVER」を披露した。

## 出演

### テレビ
- フジテレビNEXT『坂崎幸之助のももいろフォーク村NEXT「彩高ヒットスタジオ DELUXE」』（2018年6月7日） - 佐々木彩夏とテレビで初の共演。「だって あーりんなんだもーん☆」をデュエット。 [54][55]
- テレビ神奈川『関内デビル』（2018年10月2日） - それいけ！カムパンマン
- BS日テレ「ももクロと行く! 〜スターダストプロモーションのアイドルたちが日本全国制覇をしちゃう旅〜」あーりんと行く！北海道編（2019年11月22日 - 12月27日 全5回）
- 東日本放送 『カミナリが行く！宮城㊙グルメドライブ3』（2020年9月26日）[56][57]
- BSスカパー!『かれんと可憐なシンデレラレッスン』（2022年3月9日） - 冠番組・シンデレラのご褒美特番[58]
- NHK総合（岩手県内）『岩手で登ろう 初夏の五葉山』（2022年6月17日）[59]
- フジテレビNEXT『しおこうじ玉井詩織×坂崎幸之助のお台場フォーク村NEXT』（第133夜 2022年6月21日、第139夜 2022年12月15日、第145夜 2023年6月1日、第151夜 2023年12月14日）
- NHK総合（宮城県内）『てれまさ』
  - 2023年8月31日 - テーマは宮城方言の「いきなり」
  - 2025年2月20日 - コーナー「未来に花咲け」
- NHK Eテレ『ロッチと子羊』（2023年10月12日）
- NHK総合（東北ブロック）『ウィークエンド東北』（2023年10月14日） - 震災伝承プロジェクト「あの日、何をしていましたか？」インタビュー
- NHK総合（岩手県内）Iwateen
  - 『いぎなりインターン』 - 幼稚園教諭（2023年9月9日）、美容師（2024年3月23日）、マンガ家 そのだつくし（2024年4月13日）
  - 『初夏の沿岸 洋野町をめぐる旅』（2024年6月22日）
- 東日本放送『あすとつながるテレビ 宮城がもっと好きになる記念日』（2024年9月28日）[60] - 石巻市 ギンザケ陸上養殖
- 東日本放送『突撃!ナマイキTV』（2025年5月28日、6月19日）

### ラジオ
- ニッポン放送「ニッポン放送 ホリデースペシャル 太田胃散プレゼンツスタプラアイドルラジオ」（2020年7月23日）[61]
- ニッポン放送「ニッポン放送 ホリデースペシャル ミューコミVR〜スタプラアイドルフェスラジオ〜」（2021年11月3日） - 2人目のシンデレラとして出演[62]
- ニッポン放送「ミューコミVR」（2021年11月7日 2022年4月3日）
- NHKラジオ第1放送「中山秀征のクイズイマジネーター」（2021年11月18日）
- ニッポン放送「いぎなり東北産・橘花怜のオールナイトニッポン0(ZERO)」（2022年4月30日深夜）[63]
- ニッポン放送「いぎなり東北産・橘花怜のスタプラアイドルラジオ」（2022年10月1日 - 2023年3月25日、毎週土曜21:20-21:30） - レギュラー冠番組[64]
- JFN13局ネット（TOKYO FM系列）「クリエイターズ・スタジオ with ボカコレ」（2023年4月6日）[65]
- ニッポン放送「ももいろクローバーZ 第7回ももいろ歌合戦〜ラジオで生中継〜」（2023年12月31日） - MC
- BAYFM「TURNING POINT」（2024年7月28日深夜）
- ニッポン放送「Nishikawa Presents 中川翔子アニメサークル」（2025年3月7日、3月14日）

### CM
- 阿部勝自動車工業（アベカツ） - かれん社長（特命社長）役としてCM、YouTubeアベカツCH「かれん社長の奮闘記」[66]に出演

### 舞台
- 劇団ズッキュン娘「ハリケーン・マリア」(2021年1月20日〜24日) - リー・メイリン役[67][68]

### イベント
- TOKYO IDOL FESTIVAL（2016年8月6日） - 「みんなで一緒に名曲を歌って踊ろうステージ」で「ミニモニ。ジャンケンぴょん! 」を披露。同フェスで記者による美少女ベスト3に選出される。 [69]
- 夏S（2018年7月28日） - シャッフルユニット「KAMOSHIKA」に参加し、「CatWalk」を披露。 [70]
- 『ミューコミVR』 presents スタプラアイドルフェスティバル〜今宵、2人目のシンデレラが決まる〜」（2021年10月30日） - 2人目のシンデレラに選出。
- AYAKARNIVAL 2021（2021年11月17日、日本武道館） - 佐々木彩夏・高城れにと3人でももいろクローバーZ「白い風」を歌唱
- 「おもカワ〜アイドル大喜利タッグトーナメント〜」マツリー杯（2022年1月28日 - 2月6日 配信、ナタリー主催）[71] 律月ひかると出演
- TOKYO IDOL FESTIVAL 2023『黒川在庫処分センター〜物販クロ歴史〜』（2023年8月6日、東京・お台場）
- IDOL RUNWAY COLLECTION Supported by TGC（2023年8月7日、国立代々木競技場 第二体育館） - IDOL RUNWAY COLLECTION STAGE
- アイふた vol.49（2024年2月22日、渋谷LOFT9）
  - 「渋谷LOFT9アイドル俱楽部」TOKYO IDOL FESTIVAL 2020 出張版（2020年10月3日配信）にも出演
- 「里菜と池田のイケティるTV」出張版（2024年12月24日、西新宿ナルゲキ）

### ネット配信
- スタプラローカリズム vol.2 〜ニコSハイパー運動会〜（2020年12月6日、ニコニコ生放送） - MVPを獲得[72]
- 柚姫の部屋（2020年8月10日 12月7日 2021年1月18日 6月7日 2023年1月9-10日 10月30日 ほか、YouTube）
  - 「今週の橘花怜」というレギュラーコーナーがあり、2021年から毎週橘が送ったメッセージをMCの大黒柚姫が読み上げている
  - 2023年1月9-10日の16時間生配信「柚姫の部屋 新春SP 2023」や、2025年1月13日の「新春12時間スペシャル生配信」にも出演
- NMB48 小嶋花梨のリーダー論（2022年3月7日、SHOWROOM） - 第9回目のゲスト
- CanCamRoom（2022年9月29日、SHOWROOM） - CanCamモデルの菜波がMC[73]
- DJ Tomoaki's Radio Show!（2021年12月2日 2024年5月16日 ほか、下北FM） - アシスタントMCとして不定期出演
- 川上アキラのひとりふんどしGirl（2023年4月24日 - 、テレ朝動画logirl、月曜19:00-20:00） - 第4週メインMC「食品サンプル職人への道！」[74]
  - 川上アキラの人のふんどしでひとりふんどし（2023年2月20日、テレ朝動画logirl）にも出演
- 乃木坂46がMCのアイドル番組「生のアイドルが好き」（2025年3月10日、ニコニコ生放送）

### WEB
- 東北電力ネットワーク「でんきのSOS」早わかりムービー（2022年）[75]
- やかんとアイドル（2023年5月1-5日、YouTube）[76]
- 土屋ホームの新モデルハウス（2025年6月、仙台つーしん）[77]

### イベント
- 橘花怜 生誕祭「橘わっしょい！」（2018年10月21日、秋田LIVE SPOT 2000）[78]
  - 2017年12月23日に仙台市若林区文化センターで開催されたイベント「あわてんぼうのサンタフェ」でMV産（MVP）となり生誕祭開催が決まった。
- 橘花怜 生誕祭 〜かれんくんと福幸祭〜（2021年10月16日、日立システムズホール仙台）[79]
- 橘花怜生誕祭〜かれんくんとズッ友祭︕♡〜（2023年10月21日、仙台PIT）
- 橘花怜生誕祭 絶対アイドルの誓い♡（2024年10月14日、仙台PIT）
- 橘花怜のおつかれん♡（2025年8月24日、誰も知らない劇場）
- 橘花怜生誕祭（2025年10月12日、女川生涯学習センター）

## 書籍

### 雑誌
- フォトテクニックデジタル 2013年6月号（2013年5月20日、玄光社） - トーホクスクールガール復興編
- 楽遊IDOL PASS vol.7 [80]
- IDOL AND READ（シンコーミュージック・エンタテイメント）
  - 029（2021年12月23日）
  - 042（2025年4月3日）
- IDOL FILE Vol.30 SCHOOL FASHION（2023年6月16日、シンコーミュージック・エンタテイメント）
- Top Yell NEO 2024 AUTUMN（2024年9月30日、竹書房） - 食品サンプルに愛をさけぶ対談 食品サンプル業界最大手イワサキ・ビーアイ取締役と対談
- VVmagazine Vol.124（2024年10月29日、ヴィレッジヴァンガード）

### 新聞
- 夕刊フジ（2021年5月27日）[81]

## 作品
- 橘花怜 配信シングル『アイドルは正義♡』（2024年10月7日配信、作詞・作曲・編曲・コーラス：磯崎健史） - ソロ曲
- いぎなり東北産「ぱんださん」（アルバム『東北産万博』収録、作詞・作曲・編曲：大鹿大輝） - 律月ひかるとのユニット楽曲